# Fridericia floribunda
El bejuco morado (Fridericia floribunda) es una planta arbustiva de la familia Bignoniaceae que se encuentra en América.

## Descripción
Es una planta herbácea dotada de una capa fina de pelillos, cuando joven. Las hojas están divididas en hojuelas. Las flores son moradas y aterciopeladas. Los frutos están curvados, miden hasta 18 cm de largo y son lustrosos.

## Distribución y hábitat
Es nativa de América tropical donde está presente en clima cálido desde el nivel del mar hasta los 30 metros, asociada al bosque tropical caducifolio.

## Propiedades
En los estados de Oaxaca y Quintana Roo se prescribe contra la tos.

## Taxonomía
Fridericia floribunda fue descrita por (Kunth) L.G.Lohmann y publicado en Annals of the Missouri Botanical Garden  2014.
Sinonimia
- Arrabidaea floribunda (Kunth) Loes.
- Bignonia andrieuxii DC.
- Bignonia floribunda Kunth
- Bignonia floribunda G.Don[3][4]